# Passiv rygning
 Denne artikel bør gennemlæses af en person med fagkendskab for at sikre den faglige korrekthed.

Med udtrykket passiv rygning betegner man den påvirkning af tobaksrøg, som ikke-rygende udsættes for, når de sig i eller i omegnen af rum, hvor der ryges. Det er vanskeligt at foretage præcise målinger, der dokumenterer påvirkningen i forhold til afstanden mellem ryger og ikke-ryger, men det er påvist, at røgpartikler stadig befinder sig i et rum adskillige timer efter, at der er blevet røget i det. Passiv rygning kan altså finde sted, selv om der er en betydelig tidsforskydning mellem rygning og ikke-rygerens ophold i samme lokale Ikke-rygere oplever typisk irritation af øjne og slimhinder i halsen, hoste, hovedpine samt lugtgener. Når man bliver udsat for passiv rygning, kan man også blive ramt af de mere fremadrettede og kroniske sygdomme. Man har således som passiv ryger en forøget risiko for udsættelse af lungekræft, hjerte-karsygdomme samt luftvejssygdomme. De danske sundhedsmyndigheder estimerer, at 300 - 500 danskere dør årligt af passiv rygning.

## Tobaksrøgen
Tobaksrøg indeholder ca. 7.000 forskellige kemiske stoffer, hvoraf ca. 65 er påvist at være kræftfremkaldende ved højdosis i forsøgsdyr. Det er dog tvivlsomt, om dette har relevans for mennesker, eftersom disse stoffer også findes i menneskers omgivelser, f.eks. den almindelige byluft, i fødevarer, i drikkevarer og i indendørsmiljøer. Der er imidlertid identificeret fem stoffer, som kun findes i tobaksrøgen, de såkaldte tobaksspecifikke nitrosaminer. Tobaksrøg består af en gas-fase og en partikel-fase, som opfører sig forskelligt. Hovedstrømmen er 900° varm, mens den øvrige røg, som er resultatet af en ufuldstændig forbrænding, kun er 600°. Sammenligner man sidestrømsrøgen ved cigaretgløden med hovedstrømsrøgen, som rygeren indånder, mikrogram for mikrogram, så indeholder sidestrømsrøgen andre stoffer, der kan være mere giftige og potentielt skabe større risiko for bl.a. lungekræft end hovedstrømsrøgen gør. Det er imidlertid tvivlsomt, hvilken praktisk betydning dette er forbundet med, da sidestrømsrøgen fortyndes mange tusinde gange i samme øjeblik, som den blandes med luften i omgivelserne.

## Farligheden ved passiv rygning
Påvirkingen og deraf og farligheden ved passiv rygning, kan være svært at fastslå helt sikkert. Der er visse faktorer, der spiller ind i denne ligning. Det har en stor betydning, hvor stort et rum der er tale om, men også hvor mange rygere der sidder i rummet kontra ikke-rygere. Dernæst har det også en betydning, hvad rygerne rent faktisk ryger på. Når der ryges på en elektronisk cigaret kontra den traditionel tobak, så vil det være mindre skadelig for de omkring værende ikke-rygende personer.
Der er forskellige følgesygdomme, som er forbundet med rygning, hvilke derfor også kan være forbundet med passiv rygning.

### Sygdomme og følgeskade
Man oplever typisk irritation af øjne og slimhinder i halsen, hoste, hovedpine samt lugtgener. Når man bliver udsat for passiv rygning, kan man også blive ramt af de mere fremadrettede og kroniske sygdomme. Man har altså som passiv ryger en forøget risiko for udsættelse af lungekræft, hjerte-karsygdomme samt luftvejssygdomme.
Der er lavet såkaldte metaanalyser, som netop er lavet for at påpege, hvor skadelig passiv rygning kan være for ikke-rygere.
Gennem en rygende ægtefælle, opstår der statistisk signifikant for, at den ikke-rygende ægtefælle bliver ramt af lungekræft. Jo højere udsættelsesgraden af røgen er, desto højre bliver risikoen også. Mænds udsættelsesgrad bliver forøget med 30 pct. mens risikoen bliver forøget med 20 pct. til kvinder. Samme undersøgelser viser, at passiv rygning kan øge risikoen for en akut hjertesygdom med 25-35 pct. Dernæst viser resultaterne også en klar sammenhæng mellem passiv rygning og skadelig påvirkning af luftvejssystemet. Sammenhængen her, er dog størst for voksne.
Det er specielt for børn, hvor risikoen for skadelig eftereffekt af passiv rygning er størst. Risikoen for at få astmatisk bronkitis, eller astma øges med 50 pct. hos børn af rygere kontra børn af ikke-rygere. 

## Note
1. ↑  Jævnfør Astma-allergiforbundets hvidbog om passiv rygning Arkiveret 27. september 2007 hos  Wayback Machine, specielt side 12-14
2. ↑  Patienthaåndbogen:sundhedsskader ved passiv rygning. Hentet den 4. marts 2020
3. ↑  An Analysis of the Role of Tobacco-Specific Nitrosamines in the Carcinogenicity of Tobacco Smoke, Sage Journals, Nonlinearity in Biology, Toxicology, Medicine, Volume: 1 issue: 2, 2003
4. ↑  The chemical composition of environmental tobacco smoke III. Identification of conservative tracers of environmental tobacco smoke, ScienceDirect, Environment International Volume 15, Issues 1–6, 1989
5. ↑  A Consideration of the Role of Gas/Particle Partitioning in the Deposition of Nicotine and Other Tobacco Smoke Compounds in the Respiratory Tract, Chem. Res. Toxicol. 2001, 14, 11, 1465-1481
6. ↑  Passive smoking
7. ↑  Mainstream and Environmental Tobacco Smoke Arkiveret 18. juni 2016 hos  Wayback Machine, Regulatory Toxicology and Pharmacology, 1991
8. ↑   Arkiveret 15. maj 2009 hos  Wayback Machine Sundhedsstyrelsens egen hjemmeside
9. ↑   Sundhedsstyrelsen - Helbredsrisici ved passiv rygning hos særligt følsomme grupper.